# Can Felip del carrer Joaquim Codina
Can Felip és un xalet al carrer Dr. Joaquim Codina de la Cellera de Ter (la Selva) catalogat a l'Inventari del Patrimoni Arquitectònic de Catalunya. Edifici rectangular, aïllat i envoltat de jardí, de planta baixa i terrassa amb coberta plana i una destacada balustrada. El frontal de la balustrada mostra a tot vianant i observador la data pintada de 1928. Està situat en una posició elevada des del carrer, on s'accedeix per una escala, un cop passada la porta de ferro senzillament monumentalitzada amb dos pilars d'uns tres metres d'alçada culminats amb motllures i pintats de color similar al de la casa, és a dir, de color crema-rosat i blanc.
La façana, de tres crugies, conté una porta d'accés i dues finestres, emmarcades de motllures, amb petites baranes decoratives de ferro forjat i pintades de color blau. Les llindes d'aquestes obertures són convexes. Les crugies estan limitades, així com la cornisa, per pilastres verticals i frisos horitzontals pintats de diferent color que la façana.
La cornisa està formada per diverses motllures estretes i una d'ampla que distingeixen bé la terrassa de la planta baixa. Les línies dels angles i de la separació de crugies culminen amb copes decoratives a la balustrada de la terrassa, que són en nombre de dotze.
La terrassa, envoltada d'una balconada que recorre els laterals de la casa, està culminada per un frontó convex amb la data de finalització de les obres.
Als laterals les finestres són rectangulars, encara que hi ha una finestra el·líptica d'òcul al lateral esquerre.
A la part posterior hi ha una escala amb barana de ferro per accedir a la terrassa superior.